# Papa Damas II
Damas II, de nom Poppo de Brixen, (Pildenau, Ducat de Baviera, ? – Palestrina, Estats pontificis, 9 d'agost de 1048) fou Papa de l'Església catòlica durant el 1048.
Deposat Benet IX, Poppo, bisbe de Brixen, es va convertir en el tercer alemany en accedir al pontificat en ser designat per l'emperador Enric III. Fou una alternativa quan la primera opció de l'emperador, l'arquebisbe Halinard de Lyon, va rebutjar l'oferiment.

El seu pontificat només va durar vint dies, sembla que a causa de la malària que va contraure quan es trobava a Palestrina (ciutat italiana on s'havia desplaçat fugint del calorós estiu romà).